# Onthophagus gilleti
Onthophagus gilleti là một loài bọ cánh cứng trong họ Bọ hung (Scarabaeidae).